# Thysanotus gageoides
Thysanotus gageoides là một loài thực vật có hoa trong họ Măng tây. Loài này được Diels miêu tả khoa học đầu tiên năm 1904.